# Holtug
Holtug er en lille landsby på Sydsjælland med 246 indbyggere  (2024) i Holtug Sogn (Tryggevælde Provsti) på Stevns. Nord for byen ligger Holtug Kirke. Landsbyen hører til Stevns Kommune og er beliggende i Region Sjælland. Beboerne har dannet foreninger for fårelaug, fredagsbar og folkekøkken.

## Landsbyens historie
Holtug nævnes 1261 (Holthøiæ). En Ib Jepsen nævnes 1470 og 1474 i Holtug.
I 1600-tallet lå her en forvaltergård, som tilhørte dronning Charlotte Amalie. Dens jorder kunne i 1687 efter kongelig resolution lægges under Gjorslev.
En rytterskole blev opført 1723 og afhændet til Gjorslev gods 1743.
Landsbyen blev udskiftet i 1786.
Omkring 1870 dannede Hans Hansen ved sammenlægning af fire gårde Holtuggård øst for byen.
Den ombyggede skolebygning benyttes i dag som forsamlingshus. En ny skole blev opført 1889; den er nedlagt.

## Demografi
Pr. 1. januar, medmindre andet er angivet
| År   | Antal |
| ---- | ----- |
| 1976 | 233   |
| 1981 | 247   |
| 1986 | 242   |
| 1990 | 242   |
| 1996 | 249   |
| 2000 | 260   |
| 2004 | 270   |
| 2008 | 268   |
| 2010 | 251   |